# الدوري التشيلي لكرة القدم 1936
الدوري التشيلي لكرة القدم 1936 (بالإسبانية: Primera División de Chile 1936)‏ هو الموسم 4 من الدوري التشيلي لكرة القدم. كان عدد الأندية المشاركة فيه 6، وفاز فيه أوداكس إيتاليانو.